# Tryblidiida
Ordre
Tryblidiida est un ordre de mollusques monoplacophores marins.

## Historique
L'ordre des Tryblidiida est décrit en 1957 par le malacologiste danois Henning Mourier Lemche (1904-1977). 

## Liste des familles
Selon WoRMS :
- superfamille Tryblidioidea Pilsbry, 1899 †
  - famille Proplinidae Knight & Yochelson, 1958 †
  - famille Tryblidiidae Pilsbry, 1899 †
    - genre Aktugaia Missarzhevsky, 1976 †
    - genre Helcionopsis Ulrich & Scofield, 1897 †
    - genre Tryblidium Lindström, 1880 †

Selon ITIS :
- famille Laevipilinidae
- super-famille Tryblidioidea
  - famille Neopilinidae
  - famille Tryblidiidae